# Grand Prix Włoch Formuły 1
Grand Prix Włoch – jeden z najdłużej organizowanych wyścigów w historii wyścigów samochodowych.

## Historia

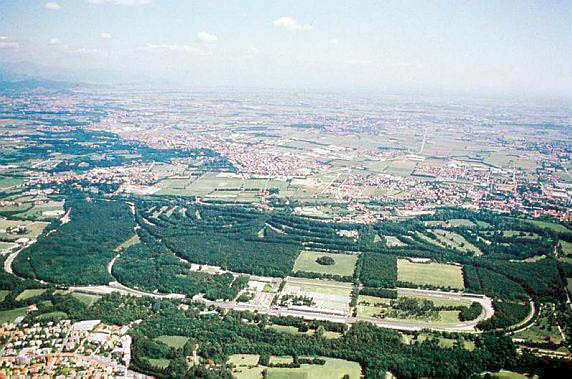
Widok toru Monza z lotu ptaka

Organizacji pierwszego Grand Prix Włoch podjął się Auto Club di Brescia. Wyścig w miejscowości Brescia zorganizowano w 1921 r. Francuz Jules Goux, który wygrał pierwsze Grand Prix w samochodzie Ballot, ustanowił na tym torze średnią 145 km/h na dystansie 519 km. Impreza okazała się tak dużym sukcesem, że organizacją wyścigu zainteresował się znacznie większy Automobile Club of Milan.
Pierwszym problemem jaki napotkano było wybranie dogodnej lokalizacji dla Grand Prix Włoch, które miało rywalizować z Grand Prix Francji. Wybór padł na miejscowość Monza, która od blisko 70. lat była miejscem, w którym odbywały się najważniejsze włoskie imprezy. Od 2000 roku (z przerwami na lata 2005 i 2007) Grand Prix Włoch jest ostatnią europejską eliminacją Mistrzostw Świata Formuły 1 w sezonie.

## Zwycięzcy Grand Prix Włoch
| Sezon | Kierowca              | Konstruktor         | Tor   |        |
| ----- | --------------------- | ------------------- | ----- | ------ |
| 2024  | Charles Leclerc       | Ferrari             | Monza | Wyniki |
| 2023  | Max Verstappen        | Red Bull-Honda RBPT | Monza | Wyniki |
| 2022  | Max Verstappen        | Red Bull-RBPT       | Monza | Wyniki |
| 2021  | Daniel Ricciardo      | McLaren-Mercedes    | Monza | Wyniki |
| 2020  | Pierre Gasly          | Alpha Tauri-Honda   | Monza | Wyniki |
| 2019  | Charles Leclerc       | Ferrari             | Monza | Wyniki |
| 2018  | Lewis Hamilton        | Mercedes            | Monza | Wyniki |
| 2017  | Lewis Hamilton        | Mercedes            | Monza | Wyniki |
| 2016  | Nico Rosberg          | Mercedes            | Monza | Wyniki |
| 2015  | Lewis Hamilton        | Mercedes            | Monza | Wyniki |
| 2014  | Lewis Hamilton        | Mercedes            | Monza | Wyniki |
| 2013  | Sebastian Vettel      | Red Bull-Renault    | Monza | Wyniki |
| 2012  | Lewis Hamilton        | McLaren-Mercedes    | Monza | Wyniki |
| 2011  | Sebastian Vettel      | Red Bull-Renault    | Monza | Wyniki |
| 2010  | Fernando Alonso       | Ferrari             | Monza | Wyniki |
| 2009  | Rubens Barrichello    | Brawn-Mercedes      | Monza | Wyniki |
| 2008  | Sebastian Vettel      | Toro Rosso-Ferrari  | Monza | Wyniki |
| 2007  | Fernando Alonso       | McLaren-Mercedes    | Monza | Wyniki |
| 2006  | Michael Schumacher    | Ferrari             | Monza | Wyniki |
| 2005  | Juan Pablo Montoya    | McLaren-Mercedes    | Monza | Wyniki |
| 2004  | Rubens Barrichello    | Ferrari             | Monza | Wyniki |
| 2003  | Michael Schumacher    | Ferrari             | Monza | Wyniki |
| 2002  | Rubens Barrichello    | Ferrari             | Monza | Wyniki |
| 2001  | Juan Pablo Montoya    | Williams-BMW        | Monza | Wyniki |
| 2000  | Michael Schumacher    | Ferrari             | Monza | Wyniki |
| 1999  | Heinz-Harald Frentzen | Jordan-Mugen-Honda  | Monza | Wyniki |
| 1998  | Michael Schumacher    | Ferrari             | Monza | Wyniki |
| 1997  | David Coulthard       | McLaren-Mercedes    | Monza | Wyniki |
| 1996  | Michael Schumacher    | Ferrari             | Monza | Wyniki |
| 1995  | Johnny Herbert        | Benetton-Renault    | Monza | Wyniki |
| 1994  | Damon Hill            | Williams-Renault    | Monza | Wyniki |
| 1993  | Damon Hill            | Williams-Renault    | Monza | Wyniki |
| 1992  | Ayrton Senna          | McLaren-Honda       | Monza | Wyniki |
| 1991  | Nigel Mansell         | Williams-Renault    | Monza | Wyniki |
| 1990  | Ayrton Senna          | McLaren-Honda       | Monza | Wyniki |
| 1989  | Alain Prost           | McLaren-Honda       | Monza | Wyniki |
| 1988  | Gerhard Berger        | Ferrari             | Monza | Wyniki |
| 1987  | Nélson Piquet         | Williams-Honda      | Monza | Wyniki |
| 1986  | Nélson Piquet         | Williams-Honda      | Monza | Wyniki |
| 1985  | Alain Prost           | McLaren-TAG         | Monza | Wyniki |
| 1984  | Niki Lauda            | McLaren-TAG         | Monza | Wyniki |
| 1983  | Nélson Piquet         | Brabham-BMW         | Monza | Wyniki |
| 1982  | René Arnoux           | Renault             | Monza | Wyniki |
| 1981  | Alain Prost           | Renault             | Monza | Wyniki |
| 1980  | Nélson Piquet         | Brabham-Ford        | Imola | Wyniki |
| 1979  | Jody Scheckter        | Ferrari             | Monza | Wyniki |
| 1978  | Niki Lauda            | Brabham-Alfa Romeo  | Monza | Wyniki |
| 1977  | Mario Andretti        | Lotus-Ford          | Monza | Wyniki |
| 1976  | Ronnie Peterson       | March-Ford          | Monza | Wyniki |
| 1975  | Clay Regazzoni        | Ferrari             | Monza | Wyniki |
| 1974  | Ronnie Peterson       | Lotus-Ford          | Monza | Wyniki |
| 1973  | Ronnie Peterson       | Lotus-Ford          | Monza | Wyniki |
| 1972  | Emerson Fittipaldi    | Lotus-Ford          | Monza | Wyniki |
| 1971  | Peter Gethin          | BRM                 | Monza | Wyniki |
| 1970  | Clay Regazzoni        | Ferrari             | Monza | Wyniki |
| 1969  | Jackie Stewart        | Matra-Ford          | Monza | Wyniki |
| 1968  | Denny Hulme           | McLaren-Ford        | Monza | Wyniki |
| 1967  | John Surtees          | Honda               | Monza | Wyniki |
| 1966  | Ludovico Scarfiotti   | Ferrari             | Monza | Wyniki |
| 1965  | Jackie Stewart        | BRM                 | Monza | Wyniki |
| 1964  | John Surtees          | Ferrari             | Monza | Wyniki |
| 1963  | Jim Clark             | Lotus-Climax        | Monza | Wyniki |
| 1962  | Graham Hill           | BRM                 | Monza | Wyniki |
| 1961  | Phil Hill             | Ferrari             | Monza | Wyniki |
| 1960  | Phil Hill             | Ferrari             | Monza | Wyniki |
| 1959  | Stirling Moss         | Cooper-Climax       | Monza | Wyniki |
| 1958  | Tony Brooks           | Vanwall             | Monza | Wyniki |
| 1957  | Stirling Moss         | Vanwall             | Monza | Wyniki |
| 1956  | Stirling Moss         | Maserati            | Monza | Wyniki |
| 1955  | Juan Manuel Fangio    | Mercedes-Benz       | Monza | Wyniki |
| 1954  | Juan Manuel Fangio    | Mercedes-Benz       | Monza | Wyniki |
| 1953  | Juan Manuel Fangio    | Maserati            | Monza | Wyniki |
| 1952  | Alberto Ascari        | Ferrari             | Monza | Wyniki |
| 1951  | Alberto Ascari        | Ferrari             | Monza | Wyniki |
| 1950  | Giuseppe Farina       | Alfa Romeo          | Monza | Wyniki |
| Sezon | Kierowca              | Konstruktor         | Tor   |        |

Liczba zwycięstw (kierowcy):
- 5 – Lewis Hamilton, Michael Schumacher
- 4 – Nelson Piquet
- 3 – Rubens Barrichello, Juan Manuel Fangio, Stirling Moss, Ronnie Peterson, Alain Prost, Sebastian Vettel
- 2 – Fernando Alonso, Alberto Ascari, Damon Hill, Phil Hill, Niki Lauda, Charles Leclerc, Juan Pablo Montoya, Clay Regazzoni, Ayrton Senna, Jackie Stewart, John Surtees, Max Verstappen
- 1 – Mario Andretti, René Arnoux, Gerhard Berger, Tony Brooks, Jim Clark, David Coulthard, Giuseppe Farina, Emerson Fittipaldi, Heinz-Harald Frentzen, Pierre Gasly, Peter Gethin, Johnny Herbert, Graham Hill, Denny Hulme, Nigel Mansell, Daniel Ricciardo, Nico Rosberg, Ludovico Scarfiotti, Jody Scheckter

Liczba zwycięstw (konstruktorzy):
- 20 – Ferrari
- 11 – McLaren
- 7 – Mercedes
- 6 – Williams
- 5 – Lotus
- 4 – Red Bull
- 3 – Brabham, BRM
- 2 – Maserati, Renault, Vanwall
- 1 – Alfa Romeo, AlphaTauri Benetton, Brawn, Cooper, Honda Jordan, March, Matra, Toro Rosso

Liczba zwycięstw (producenci silników):
- 21 – Ferrari
- 13 – Mercedes
- 8 – Ford, Renault
- 7 – Honda
- 3 – BRM
- 2 – Alfa Romeo, BMW, Climax, Maserati, TAG, Vanwall
- 1 – Honda RBPT, Mugen-Honda, RBPT

## Zwycięzcy Grand Prix Włoch poza Formułą 1
| Sezon | Kierowca                        | Konstruktor   | Tor   |        |
| ----- | ------------------------------- | ------------- | ----- | ------ |
| 1921  | Jules Goux                      | Ballot        | Monza | Wyniki |
| 1922  | Pietro Bordino                  | Fiat          | Monza | Wyniki |
| 1923  | Carlo Salamano                  | FIAT          | Monza | Wyniki |
| 1924  | Antonio Ascari                  | Alfa Romeo    | Monza | Wyniki |
| 1925  | Gastone Brilli-Peri             | Alfa Romeo    | Monza | Wyniki |
| 1926  | Louis Charavel                  | Bugatti       | Monza | Wyniki |
| 1927  | Robert Benoist                  | Delage        | Monza | Wyniki |
| 1928  | Louis Chiron                    | Bugatti       | Monza | Wyniki |
| 1931  | Giuseppe Campari Tazio Nuvolari | Alfa Romeo    | Monza | Wyniki |
| 1932  | Tazio Nuvolari                  | Alfa Romeo    | Monza | Wyniki |
| 1933  | Luigi Fagioli                   | Alfa Romeo    | Monza | Wyniki |
| 1934  | Luigi Fagioli Rudolf Caracciola | Mercedes-Benz | Monza | Wyniki |
| 1935  | Hans Stuck                      | Auto Union    | Monza | Wyniki |
| 1936  | Bernd Rosemeyer                 | Auto Union    | Monza | Wyniki |
| 1937  | Rudolf Caracciola               | Mercedes-Benz | Monza | Wyniki |
| 1938  | Tazio Nuvolari                  | Auto Union    | Monza | Wyniki |
| 1947  | Carlo Felice Trossi             | Alfa Romeo    | Monza | Wyniki |
| 1948  | Jean-Pierre Wimille             | Alfa Romeo    | Monza | Wyniki |
| 1949  | Alberto Ascari                  | Ferrari       | Monza | Wyniki |
| Sezon | Kierowca                        | Konstruktor   | Tor   |        |